# Maria Koningin van de Vredekerk (Neviges)
De Maria Koningin van de Vredekerk, kortweg de Bedevaartskerk van Neviges of de Mariadom (Duits: Wallfahrtskirche in Neviges of Mariendom), is een aan Maria gewijde kerk op de Hardenberg in Neviges, een stadsdeel van Velbert, (Noordrijn-Westfalen). De bedevaartskerk werd in de jaren 1963-1972 gebouwd naar een ontwerp van Gottfried Böhm en uitgevoerd in gewapend beton.

## Bedevaartgeschiedenis
De  Mariabedevaart van Neviges gaat terug op de verschijning van Maria aan de franciscaan Antonius Schirley in 1676, die tijdens het gebed een stem hoorde zeggen: Breng mij naar de Hardenberg, daar wil ik vereerd worden.
Toen de prins-bisschop van Paderborn en Münster, Ferdinand van Fürstenberg, na een ernstige ziekte tegen alle verwachtingen in genas, ondernam hij als dank een pelgrimstocht naar Neviges en financierde vervolgens ook de voltooiing van het franciscaanse klooster, dat al in aanbouw was. De bedevaart werd in 1688 door de Keulse vicaris officieel toegestaan. Paus Clemens XII beloofde daarop aan alle bedevaartgangers de volledige aflaat van zondestraffen.
Met name in een periode van crisis kwamen veel pelgrims naar Neviges. Jaarlijks kwamen er voor Eerste Wereldoorlog 100.000 pelgrims, in 1935 waren het er 340.000 en in 1954 telde men 300.000 bedevaartgangers.

## De huidige kerk
De kerk draagt de naam Maria, Koningin van de Vrede en werd in 1968 ontworpen door de architect Gottfried Böhm. Met 6000 plaatsen is de kerk de op dom van Keulen na grootste kerk van het aartsbisdom. De bouw maakt op voorbeeldige wijze het kerk zijn volgens het Tweede Vaticaanse Concilie zichtbaar: in plaats van een vaste burcht een tent als verblijfplaats van het "zwervende volk Gods" en in plaats van een gesloten gemeenschap een van de vele marktplaatsen in de wereld. De kerk heeft de vorm van een tent. Binnen is het hoofdaltaar vormgegeven als het centrum van een grote marktplaats met daaromheen de galerijen als vensterrijke woningen en waarnaartoe van buiten een brede straat voert.
Een veelvuldig terugkerend symbool in de kerk is de roos, het symbool van de Moeder Gods. Het oorspronkelijk, zeer kleine genadebeeld bevindt zich in een grote Mariastele.
In september 1978, drie weken voor zijn verkiezing tot paus, bezocht Karol Wojtyła, een groot vereerder van Maria, samen met een groep pelgrims uit Krakau de kerk. Aan deze gebeurtenis herinneren een plaquette in de buurt van de Mariastele en een olieverfschilderij van Clemens Hillebrand.
In mei 2010 werd het eerste pijporgel in de kerk geïnstalleerd.

## Diefstal
Begin februari 2016 werd bekend dat het genadebeeld van de kerk, een kleine, 17e-eeuwse gravure van de Maagd van de onbevlekte Ontvangenis, uit de kerk was ontvreemd door het glas te breken waarachter het zich bevond. Voor de franciscanen was het ontdekken van het vernielde glas en de lege plek een grote schok. Alhoewel de materiële waarde van het prentje gering is, heeft het genadebeeld voor de franciscanen en de bedevaartgangers een grote emotionele waarde. Na de ontdekking richtten zowel de franciscanen als het aartsbisdom Keulen zich tot de onbekende dader en verzochten hem of haar dringend het prentje terug te brengen. Met succes, want de onbekende dief toonde berouw en legde al binnen enkele uren het in papier gewikkeld prentje terug voor de kloosterpoort van Neviges.